# 偏鋁质火成岩
偏鋁质火成岩（英語：Metaluminous rocks）是火成岩之一種，其氧化鋁的分子比例低於氧化鈉、氧化鉀和氧化鈣的總和。
與富鋁質火成岩相比, 後者氧化鋁濃度高於氧化鈉、氧化鉀和氧化鈣的總和。與過鹼性岩石相比, 後者鹼質濃度高. 大多數基性岩石都是偏鋁质的，既沒有過量的鋁也沒有鹼。在這些岩石中，鹼主要含在於長石中，剩餘的鈣和少量鈉則含在於角閃石和輝石中。